# أوسكار بيريز
أوسكار بيريز (بالإسبانية: Oscar Pérez)‏ (4 تشرين الثاني / نوفمبر 1922 – 15 آذار / مارس 2002) هو لاعب كرة سلة أرجنتيني سابق تنافس في دورة الألعاب الاولمبية الصيفية عام 1948 حيث حصلوا على المركز 15.

## روابط خارجية
- أوسكار بيريز على موقع الاتحاد الدولي لكرة السلة (الإنجليزية)
- أوسكار بيريز على موقع سبورتس رفرنس (الإنجليزية)
- أوسكار بيريز على موقع اللجنة الأولمبية الدولية (الإنجليزية)
- أوسكار بيريز على موقع أوليمبيديا (الإنجليزية)